# Relaciones México-San Marino
Las naciones de México y San Marino establecieron relaciones diplomáticas en 2008. Ambas naciones son miembros de las Naciones Unidas.

## Historia
México y San Marino establecieron relaciones diplomáticas el 11 de febrero de 2008. Los vínculos se han desarrollado principalmente en el marco de foros multilaterales. 
En noviembre de 2010, el gobierno de San Marino envió una delegación de dos miembros para asistir a la Conferencia de las Naciones Unidas sobre el Cambio Climático de 2010 en Cancún, México.
En 2023, ambas naciones celebraron 15 años de relaciones diplomáticas.

## Misiones diplomáticas
- México está acreditado ante San Marino a través de su embajada en Roma, Italia y mantiene un consulado honorario en la Ciudad de San Marino.[4]
- San Marino está acreditado a México a través de su misión permanente ante las Naciones Unidas en Nueva York y mantiene un consulado honorario en la Ciudad de México.[5]